# 蕭崗東安社区
蕭崗東安社区（しょうこうとうあんしゃく）は、広州市白雲区雲城街道の社区。

## 交通
- 地下鉄の駅：
- バス：